# Skilanglauf-Europameisterschaft 2013
Die 3. Offene U18-Skilanglauf-Europameisterschaft 2013 wurde vom 14. bis 16. Dezember 2012 zum zweiten Mal hintereinander im österreichischen St. Ulrich am Pillersee ausgetragen. Die Veranstaltung fand im Rahmen des Skilanglauf-Alpencups statt.

## Zeitplan
Der Zeitplan der Europameisterschaft:
| Datum             | Uhrzeit | Frauen      | Männer      |
| ----------------- | ------- | ----------- | ----------- |
| Fr., 14. Dezember | 09:00   | Sprint      | Sprint      |
| Sa., 15. Dezember | 10:00   | Einzel      | Einzel      |
| So., 16. Dezember | 09:30   | Massenstart | Massenstart |

## Teilnehmer
| Europa (14 Länder)                                                                  | Europa (14 Länder)                                                              |
| ----------------------------------------------------------------------------------- | ------------------------------------------------------------------------------- |
| - Bulgarien - Dänemark - Frankreich - Italien - Kroatien - Litauen - Nordmazedonien | - Österreich - Rumänien - Serbien - Slowakei - Slowenien - Tschechien - Belarus |
| Ozeanien (1 Land)                                                                   |                                                                                 |
| - Australien                                                                        |                                                                                 |

## Medaillenspiegel

### Nationen
| Platz | Land       | Gold | Silber | Bronze | Gesamt |
| ----- | ---------- | ---- | ------ | ------ | ------ |
| 1     | Frankreich | 2    | 0      | 1      | 3      |
| 2     | Bulgarien  | 1    | 0      | 0      | 1      |
| 3     | Österreich | 1    | 2      | 1      | 4      |
| 4     | Italien    | 1    | 1      | 0      | 2      |
| 5     | Rumänien   | 1    | 1      | 2      | 4      |
| 6     | Tschechien | 0    | 2      | 1      | 3      |
| 7     | Litauen    | 0    | 0      | 1      | 1      |

### Sportler
| Platz | Sportler(in)          | Land | Gold | Silber | Bronze | Gesamt |
| ----- | --------------------- | ---- | ---- | ------ | ------ | ------ |
| 1     | Delphine Claudel      | FRA  | 2    | 0      | 0      | 2      |
| 2     | Lisa Unterweger       | AUT  | 1    | 1      | 1      | 3      |
|       | Florin Daniel Pripici | ROU  | 1    | 1      | 1      | 3      |
| 4     | Simone Romani         | ITA  | 1    | 0      | 0      | 1      |
|       | Yordan Chuchuganov    | BUL  | 1    | 0      | 0      | 1      |
| 6     | Michal Novák          | CZE  | 0    | 1      | 1      | 2      |
| 7     | Luděk Šeller          | CZE  | 0    | 1      | 0      | 1      |
|       | Erica Antoniol        | ITA  | 0    | 1      | 0      | 1      |
| 9     | Stepan Terentjev      | LIT  | 0    | 0      | 1      | 1      |
|       | Lea Damiani           | FRA  | 0    | 0      | 1      | 1      |
|       | Erzebet Emilia Sara   | ROU  | 0    | 0      | 1      | 1      |

## Ergebnisse Frauen

### Sprint
| Platz | Sportler             | Land |
| ----- | -------------------- | ---- |
| 01    | Lisa Unterweger      | AUT  |
| 02    | Erica Antoniol       | ITA  |
| 03    | Erzebet Emilia Sara  | ROU  |
| 04    | Reka Bajko           | ROU  |
| 05    | Anita Klemenčič      | SLO  |
| 06    | Lucia Matuskova      | SVK  |
| 07    | Magdalena Maierhofer | AUT  |
| 08    | Melanie Hochfelner   | AUT  |
| 09    | Jasmin Berchtold     | AUT  |
| 10    | Anna Sixtova         | CZE  |

### Einzel (5 km)
| Platz | Sportler            | Land | Zeit        |
| ----- | ------------------- | ---- | ----------- |
| 01    | Delphine Claudel    | FRA  | 14:00,9 min |
| 02    | Lisa Unterweger     | AUT  | 14:26,9 min |
| 03    | Lea Damiani         | FRA  | 14:40,0 min |
| 04    | Anita Klemenčič     | SLO  | 14:47,4 min |
| 05    | Anja Zavbi Kunaver  | SLO  | 14:50,2 min |
| 06    | Manca Slabanja      | SLO  | 14:50,6 min |
| 07    | Jasmin Berchtold    | AUT  | 14:58,9 min |
| 08    | Andrea Klementova   | CZE  | 15:04,8 min |
| 09    | Anna Sixtova        | CZE  | 15:05,5 min |
| 10    | Erzebet Emilia Sara | ROU  | 15:06,9 min |

Von 34 gemeldeten Läuferinnen kamen 32 in die Wertung.
- Nicht gestartet (1):

Julia Pfennich (AUT)
- Nicht im Ziel (1):

Yvonne Mrzljak (CRO)

### Massenstart (7,5 km)
| Platz | Sportler            | Land | Zeit        |
| ----- | ------------------- | ---- | ----------- |
| 01    | Delphine Claudel    | FRA  | 24:13,4 min |
| 02    | Jasmin Berchtold    | AUT  | 24:29,7 min |
| 03    | Lisa Unterweger     | AUT  | 24:35,9 min |
| 04    | Andrea Klementova   | CZE  | 25:13,4 min |
| 05    | Anita Klemenčič     | SLO  | 25:19,0 min |
| 06    | Barbara Walchhofer  | AUT  | 25:25,5 min |
| 07    | Veronika Hudeckova  | CZE  | 26:20,7 min |
| 08    | Petya Stoycheva     | BUL  | 26:22,0 min |
| 09    | Anna Sixtova        | CZE  | 26:26,4 min |
| 10    | Erzebet Emilia Sara | ROU  | 27:05,9 min |

Von 23 gemeldeten Läuferinnen kamen 18 in die Wertung.
- Nicht gestartet (5):

Julia Pfennich (AUT), Krystsina Patapovich (BLR), Johanna Erhart (AUT), Xanthea Dewez (AUS), Marija Kolaroska (MKD)

## Ergebnisse Männer

### Sprint
| Platz | Sportler              | Land |
| ----- | --------------------- | ---- |
| 01    | Simone Romani         | ITA  |
| 02    | Ludek Seller          | CZE  |
| 03    | Florin Daniel Pripici | ROU  |
| 04    | Yordan Chuchuganov    | BUL  |
| 05    | Dzmitry Vashkevich    | BLR  |
| 06    | Luca Daniel Cojocaru  | ROU  |
| 07    | Klemen Razinger       | SLO  |
| 08    | Lovro Malnar          | SLO  |
| 09    | Johann Schwaiger      | AUT  |
| 10    | Raphael Gatti         | AUT  |

### Einzel (10 km)
| Platz | Sportler              | Land | Zeit        |
| ----- | --------------------- | ---- | ----------- |
| 01    | Florin Daniel Pripici | ROU  | 24:42,4 min |
| 02    | Michal Novák          | CZE  | 25:15,6 min |
| 03    | Stepan Terentjev      | LTU  | 25:44,1 min |
| 04    | Raphael Gatti         | AUT  | 25:52,9 min |
| 05    | Luca Daniel Cojocaru  | ROU  | 26:11,8 min |
| 06    | Miha Dolar            | SLO  | 26:12,2 min |
| 07    | Alin Florin Cioancă   | ROU  | 26:18,4 min |
| 08    | Yordan Chuchuganov    | BUL  | 26:19,3 min |
| 09    | Julian Edlinger       | AUT  | 26:35,2 min |
| 10    | Benjamin Crv          | SLO  | 26:38,3 min |

Von 45 gemeldeten Läufer kamen 41 in die Wertung.
- Nicht gestartet (3):

Michael Föttinger (AUT), Rok Potocnik (SLO), Jonas Bestak (CZE)
- Nicht im Ziel (1):

Salik Olsen (DAN)

### Massenstart (10 km)
| Platz | Sportler              | Land | Zeit        |
| ----- | --------------------- | ---- | ----------- |
| 01    | Yordan Chuchuganov    | BUL  | 27:07,2 min |
| 02    | Florin Daniel Pripici | ROU  | 27:08,9 min |
| 03    | Michal Novák          | CZE  | 27:09,7 min |
| 04    | Ludek Seller          | CZE  | 27:36,7 min |
| 05    | Benjamin Crv          | SLO  | 27:38,7 min |
| 06    | Matic Slabe           | SLO  | 27:39,9 min |
| 07    | Tomas Kvasnicka       | CZE  | 27:43,2 min |
| 08    | Simone Romani         | ITA  | 28:02,3 min |
| 09    | Martin Hojdekr        | CZE  | 28:09,7 min |
| 10    | Dzmitry Vashkevich    | BLR  | 28:14,7 min |

Von 39 gemeldeten Läufer kamen 37 in die Wertung.
- Nicht gestartet (1):

Christoph Greiner (AUT)
- Nicht im Ziel (1):

Salik Olsen (DAN)